# Pacific Cup 1990 (rugby league)
El Pacific Cup 1990 fue la quinta edición del torneo de rugby league para las selecciones más fuertes de Oceanía.
El torneo se disputó en Nuku'alofa, Tonga.

## Posiciones

### Grupo A
| Pos. | Equipo                | Encuentros | Encuentros | Encuentros | Encuentros | Puntos |
| Pos. | Equipo                | jugados    | ganados    | empatados  | perdidos   | Puntos |
| ---- | --------------------- | ---------- | ---------- | ---------- | ---------- | ------ |
| 1    | Maorí                 | 3          | 3          | 0          | 0          | 6      |
| 2    | Australian Aborigines | 3          | 2          | 0          | 1          | 4      |
| 3    | Papúa Nueva Guinea    | 3          | 1          | 0          | 2          | 2      |
| 4    | Friendly Islands      | 3          | 0          | 0          | 3          | 0      |

Nota: se otorgan 2 puntos al equipo que gane un partido, 1 al que empate y 0 al que pierda

### Grupo B
| Pos. | Equipo  | Encuentros | Encuentros | Encuentros | Encuentros | Puntos |
| Pos. | Equipo  | jugados    | ganados    | empatados  | perdidos   | Puntos |
| ---- | ------- | ---------- | ---------- | ---------- | ---------- | ------ |
| 1    | Tonga   | 3          | 3          | 0          | 0          | 6      |
| 2    | Samoa   | 3          | 2          | 0          | 1          | 4      |
| 3    | Tokelau | 3          | 1          | 0          | 2          | 2      |
| 4    | Niue    | 3          | 0          | 0          | 3          | 0      |

Nota: se otorgan 2 puntos al equipo que gane un partido, 1 al que empate y 0 al que pierda

## Fase Final

### Semifinal
| 1990 | Maorí | 32 - 20 | Tonga | Nuku'alofa, Tonga |  |

| 1990 | Samoa | 26 - 22 | Australian Aboriginies | Nuku'alofa, Tonga |  |

### Final
| 31 de octubre de 1990 | Maorí | 18 - 26 | Samoa | Nuku'alofa, Tonga |  |